# Maria de Lourdes Pintasilgo
Maria de Lourdes Ruivo da Silva de Matos Pintasilgo, GOIH (Abrantes, 18 de enero de 1930-Lisboa, 10 de julio de 2004) fue una ingeniera química, dirigente eclesial y política portuguesa.
Ejerció de primera ministra de Portugal en un ejecutivo provisional desde el 1 de agosto de 1979 hasta el 3 de enero de 1980, siendo la primera mujer con cargo de gobierno no solo en su país, sino también en toda la península ibérica. Anteriormente había sido ministra en los primeros años de la Revolución de los Claveles y en 1975 se convirtió en la primera embajadora de Portugal en la UNESCO.
En 1986 se presentó a las elecciones presidenciales como independiente y un año después fue elegida eurodiputada por el Partido Socialista. Destacó además por su trabajo en favor de los derechos de la mujer.

## Biografía

### Orígenes y formación
Nacida en una familia de clase media, a los siete años se mudó a Lisboa. Cursó estudios básicos en una escuela particular y después hizo secundaria en el Liceo Filipa de Lencastre, donde destacó como la mejor alumna de su promoción. Además, fue dirigente de la Mocidade Portuguesa Femenina.
Se licenció en Ingeniería Químico-Industrial por el Instituto Superior Técnico en 1953, siendo una de las pocas mujeres portuguesas en conseguirlo hasta esa fecha. A continuación completó una beca de investigadora en la Junta de Energía Nuclear y luego fue contratada por la química Companhia União Fabril (CUF), que aceptó por primera vez una mujer en sus cuadros técnicos superiores. Asumió la dirección de proyectos del Departamento de Estudios y Proyectos entre septiembre de 1954 y octubre de 1960.
Alternó su labor con cargos en organizaciones sociales vinculadas a la Iglesia católica, en los que luchó contra la discriminación de las mujeres en todos sus ámbitos. Era católica practicante de base. En la década de 1950 se afilió a la Juventud Universitaria Católica Femenina, que llegó a presidir entre 1952 y 1956. Ese mismo año fue elegida presidenta internacional del movimiento estudiantil Pax Romana. En 1957 fue fundadora de la delegación lusa del instituto secular Graal, dedicado en exclusiva a proyectos de emancipación, desarrollo e igualdad, y a partir de 1960 ejerció la coordinación de proyectos formativos. Esas experiencias marcaron su trayectoria política y discurso.

### Trayectoria política
En noviembre de 1969 rechazó una invitación del dictador de Portugal, Marcelo Caetano, para integrar la lista de diputados a la Asamblea Nacional. Sin embargo, sí aceptó ser designada procuradora en la Cámara Corporativa (órgano consultivo) durante las dos últimas legislaturas del Estado Nuevo. En el ejercicio de esas funciones integró la delegación portuguesa en la Asamblea General de las Naciones Unidas.
Tras la Revolución de los Claveles de 1974, fue elegida Secretaria de Estado de Seguridad Social en el primer ejecutivo provisional. Durante la presidencia de Vasco Gonçalves fue Ministra de Asuntos Sociales desde el 17 de julio hasta el 26 de marzo de 1975. Dejó el cargo para convertirse en la primera embajadora de Portugal en la UNESCO y un año después fue ascendida a miembro del Consejo Ejecutivo. Aprovechó el cargo para desarrollar contactos internacionales con otros estados, en especial antiguas colonias lusas y del Tercer Mundo.
Con una situación política complicada por la falta de apoyos, el presidente portugués António Ramalho Eanes encargó a Pintasilgo la formación de un nuevo gabinete provisional para preparar las elecciones legislativas de 1979. Ocupó el cargo de primera ministra de Portugal desde el 1 de agosto de 1979 hasta el 3 de enero de 1980, conocido históricamente por «gobierno de los 100 días». De este modo se convirtió en la primera mujer que ejerció la presidencia de gobierno en la península ibérica de forma democrática.
En 1981 se convirtió en la primera mujer condecorada con la Orden Militar de Cristo. Apoyó la reelección de Ramalho Eanes y fue consultora de presidencia desde 1981 hasta 1985. Por otro lado, constituyó movimientos sociales y cívicos para consolidar el sistema democrático en Portugal.
Se presentó a las elecciones presidenciales de 1986 como candidata independiente y finalizó en cuarta posición con el 7,4% de los votos. Un año después salió elegida diputada en el Parlamento Europeo como miembro adscrito al Partido Socialista, y se mantuvo en el escaño hasta 1989. Al poco tiempo se retiró de la primera línea política, aunque se mantuvo activa en la sociedad civil. Así, publicó diversas obras sobre el papel de la Iglesia Católica en la sociedad y sobre el ascenso de las mujeres en la vida pública. El 9 de junio de 1994 fue condecorada con la gran cruz de la Orden del Infante Don Enrique, mientras que en 1997 recibió la Medalla Machado de Assis de la Academia Brasileña de Letras.
Falleció el 10 de junio de 2004 en su casa de Lisboa por un paro cardíaco. La ciudad de Abrantes le dedicó una calle en su honor.